# Kettenbrücke bei Falls of Schuylkill
Die Kettenbrücke bei Falls of Schuylkill war eine Kettenbrücke über den Schuylkill River bei den Wasserfällen, heute im Norden von Philadelphia. Sie wurde 1808 nach den anschließend patentierten Plänen des Farmers, Politikers und Friedensrichters James Finley gebaut und war damit die dritte echte Hängebrücke, bei der zwei Tragketten über Pylone geführt werden und das horizontal verlaufende Brückendeck mit Hängern an den Tragketten befestigt ist. Gleichzeitig war sie die dritte von Fahrzeugen benutzbare Hängebrücke.
Die Brücke hatte je ein hölzernes Pylonenpaar auf den gemauerten Widerlagern am Ufer und auf einem Pfeiler im Fluss, so dass sich ein Hauptspannfeld von 61 m und eines von 30,5 m ergaben. Die zwei schmiedeeisernen Tragketten wurden über die Pylone geführt und in den Ufern verankert. Entsprechend dem von Finley mehrfach angewandten System reichen sie bis unter das Brückendeck, so dass die 5,50 m breite Fahrbahn teils von den Ketten getragen, teils an ihnen aufgehängt ist. Die Aufhängung bestand ebenfalls aus senkrechten, schmiedeeisernen Ketten, die mit den unter dem hölzernen Brückendeck hindurchreichenden Balken verbunden waren.
Die Brücke stürzte 1816 unter einer großen Schneelast ein.
Finley beschrieb die Brücke und die grundlegenden Ideen seines Designs in seiner Patentschrift von 1809.